# Kalina japonská
Kalina japonská (Viburnum japonicum) je stálezelený keř, vyskytující se v Japonsku, na Tchaj-wanu a na japonských ostrovech Rjúkjú. V našich podmínkách není mrazuvzdorná.

## Popis
Kalina japonská je stálezelený keř dorůstající výšky až 2 metry, v domovině i nevysoký strom. Letorosty jsou červenohnědé, tlusté a lysé, za mlada často drobně žláznatě tečkované. Listy jsou lysé, lesklé, poněkud kožovité, široce vejčité, široce oválné až vejčitě okrouhlé, 7 až 20 cm dlouhé a 5 až 17 cm široké, na bázi široce klínovité až zaokrouhlené, na okraji zvláště směrem k vrcholu mělce zubaté, na líci silně lesklé, na spodní straně drobně žláznatě tečkované. Žilnatina je tvořena 5 až 8 páry postranních žilek dosahujících do vrcholů zubů na okraji čepele. Řapíky bývají 1,5 až 5 cm dlouhé. Květenství jsou krátce stopkaté, ploché, asi 8 až 15 cm široké vrcholíky, vyvíjející se na vrcholu krátkých dvoulistých větévek. Květy jsou bílé, silně vonné, až 10 mm v průměru. Tyčinky jsou o něco kratší než korunní cípy. Plody jsou červené, oválné, 6 až 8 mm dlouhé.

## Rozšíření
Kalina japonská se vyskytuje v Japonsku na ostrovech Honšú a Kjúšú, na Tchaj-wanu a ostrovech Rjúkjú.

## Význam
Kalina japonská má krásné leskle sytě zelené olistění, v našich podmínkách však není plně mrazuvzdorná. Je pro ni uváděna USDA teplotní zóna 7, snáší tedy mrazy max. do -12 až -17 °C. Je k vidění ve sbírce mediteránní vegetace v Arboretu MU v Brně.

## Galerie

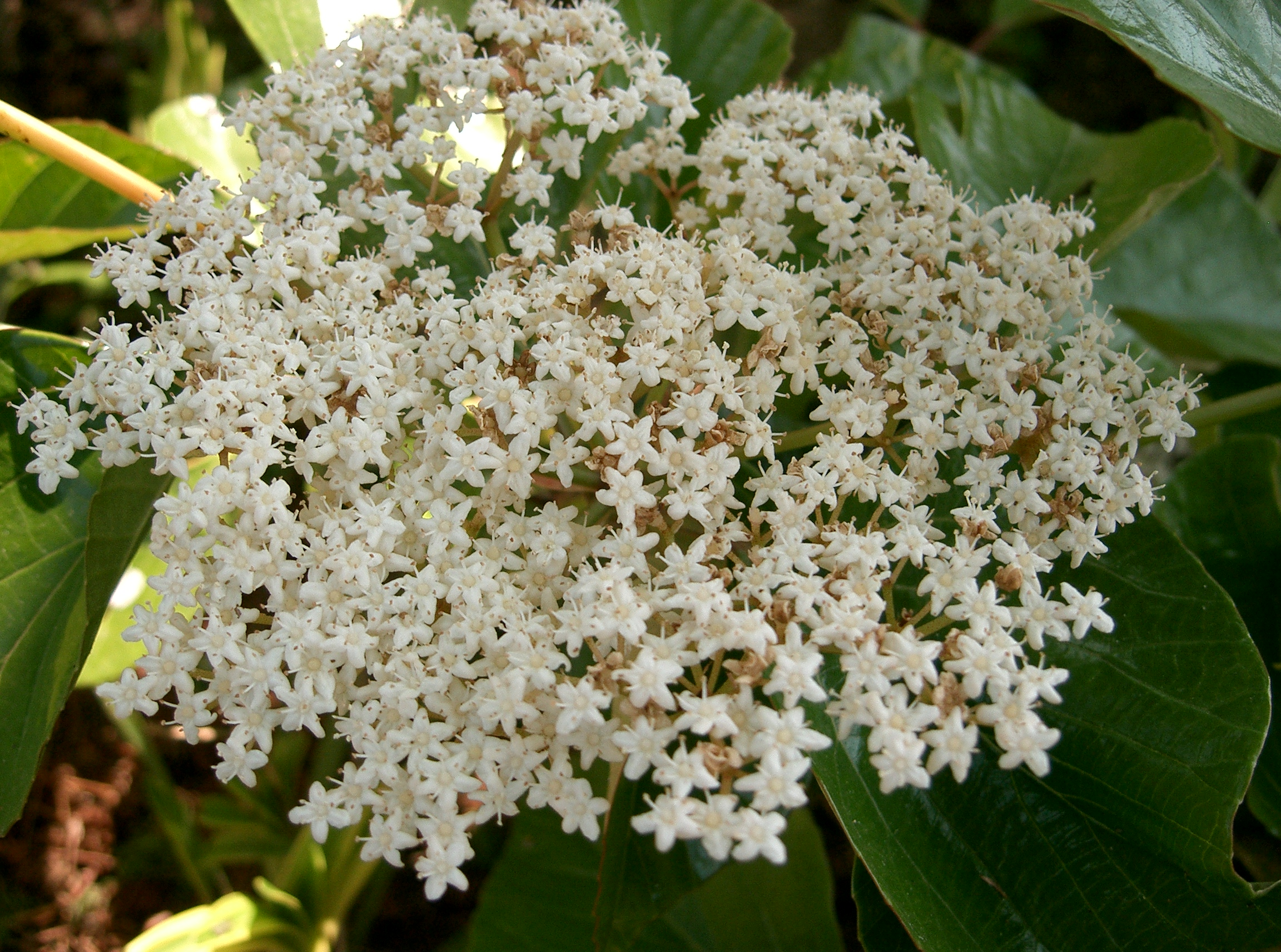
Květenství kaliny japonské
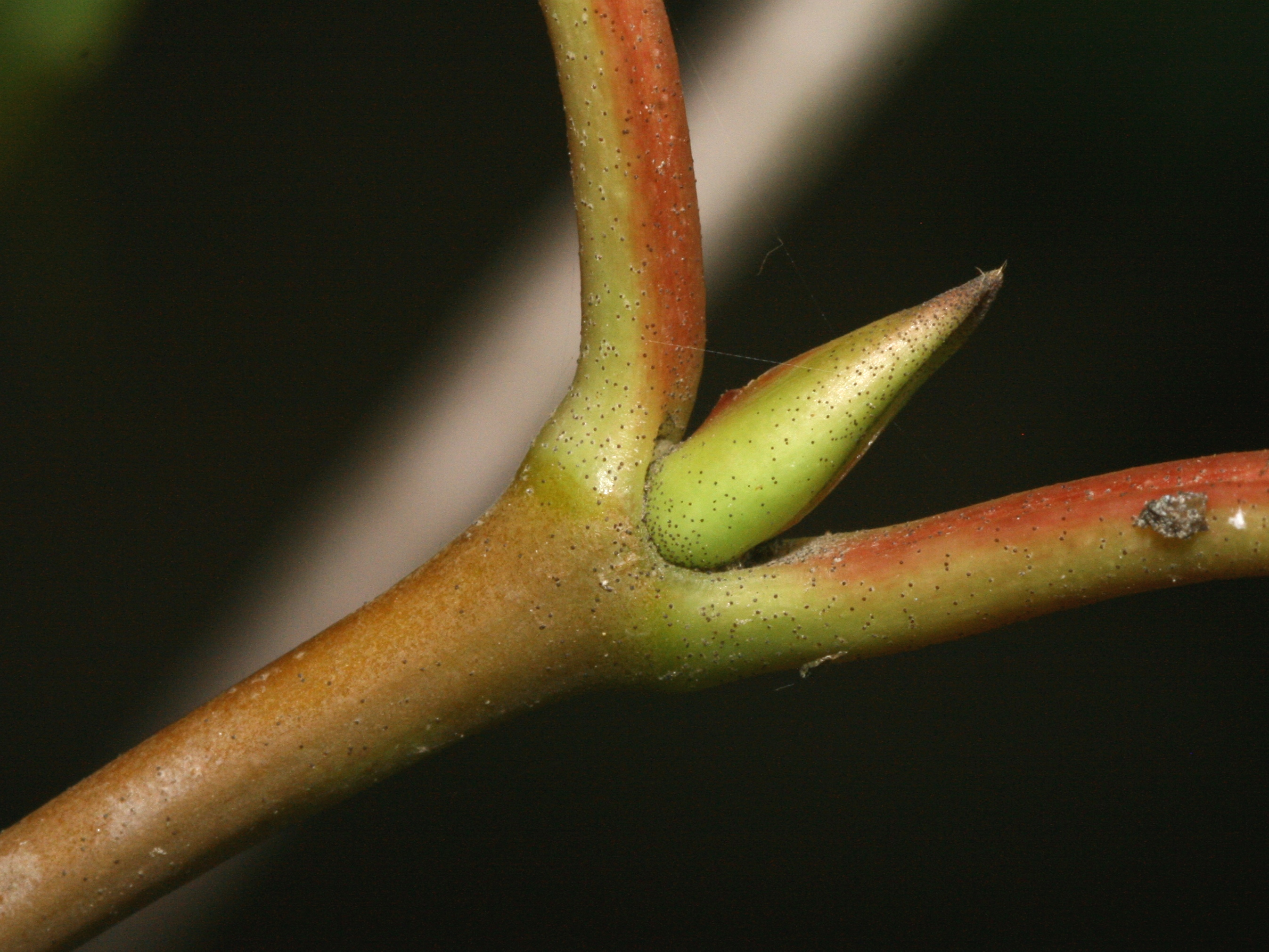
Detail větévky kaliny japonské
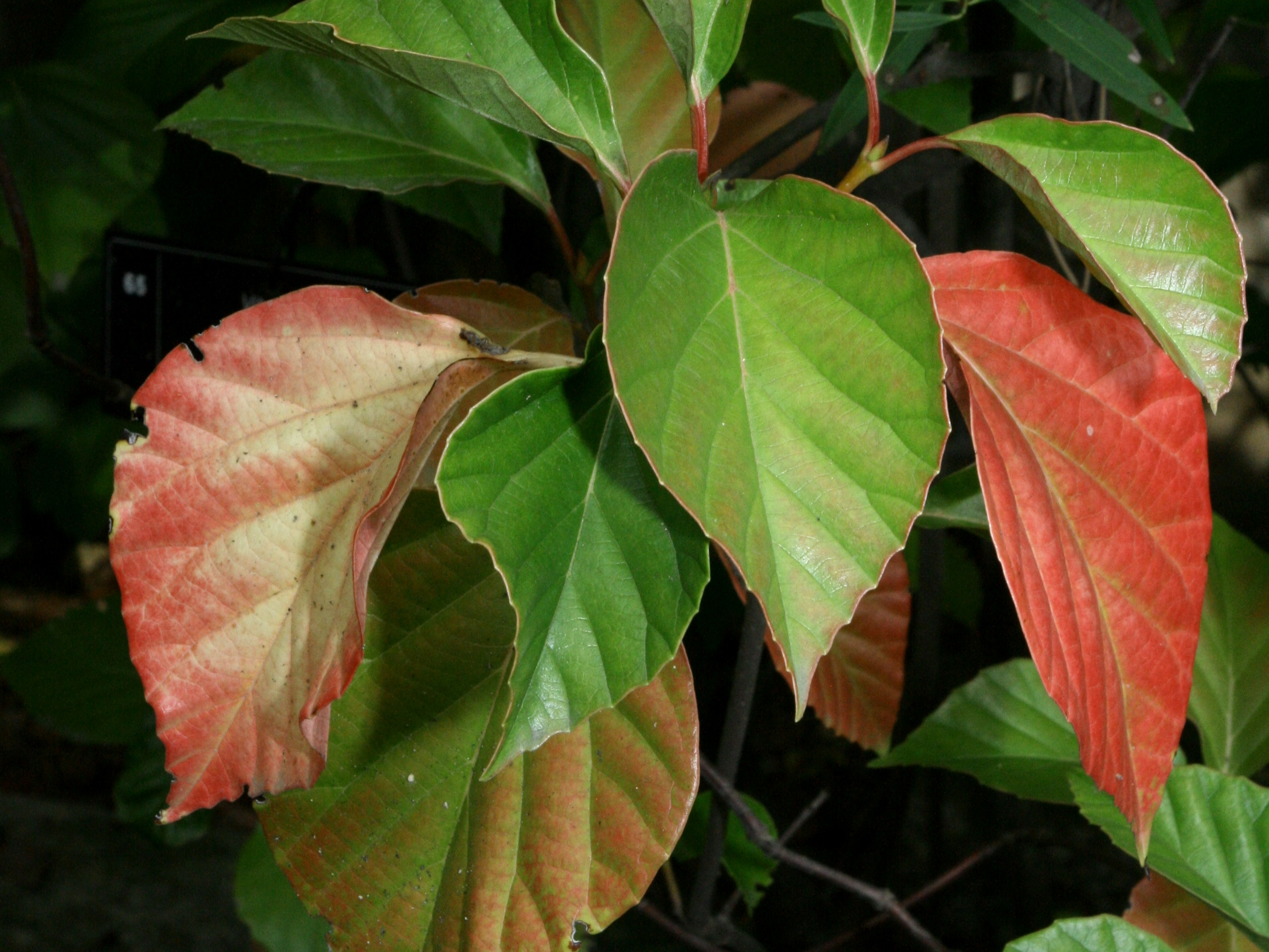
Podzimní olistění kaliny japonské